# Оја Кодар
Оја Кодар (енгл. Oja Kodar; 1941) је jугословенска глумица, сценариста и редитељ, најпознатијa као љубавница, муза и сарадница Орсонa Велсa.

## Лични живот
Рођена је, као Олга Палинкаш, у Загребу. Отац јој је мађарског, а мајка хрватског порекла. Била је сарадница и љубавница Орсона Велса, у последњим годинама његовог живота. У Загребу су се срели 1961. године, када је снимао филм Процес. Четрдесетшестогодишњи Велс, у то време је био у браку са својом трећом супругом Паолом Мори, свидео се двадесетшестогодишњој Палинкаш. Убрзо након што су започели своју везу, Велс јој је дао уметничко име Оја Кодар, које је настало као мешавина имена „Оја", које му је дала сестра Нина, и хрватског израза „ко-дар" (као поклон).
Италијанска штампа објавила је вест о Велсовој афери са Ојом у марту 1970. године, иако то Мори није сазнала све до 1984. године.
Велс је своје последње године проводио у кући у Лас Вегасу, коју је делио са Мори, и холивудској кући са Кодар. Мори је умрла десет месеци након супруга, а имање су 7. новембра 1986. године наследиле Кодар и Беатрис Велс, ћерке Мори и Велса.

## Филмографија
| Год.     | Назив                  | Улога                |
| -------- | ---------------------- | -------------------- |
| 1960.-те |                        |                      |
| 1966.    | Нежни разбојник        |                      |
| 1966-69. | Дубина                 |                      |
| 1970.-те |                        |                      |
| 1970.    | Друга страна ветра     |                      |
| 1973.    | Истине и лажи (1973)   |                      |
| 1980.-те |                        |                      |
| 1980.    | Сањари (1982)          |                      |
| 1980.    | Тајна Николе Тесле     | Кетрин Џонсон        |
| 1990.-те |                        |                      |
| 1993.    | Време за...            | режисер и сценариста |
| 1995.    | Бенд са једним човеком |                      |